# Гвинтове зчеплення

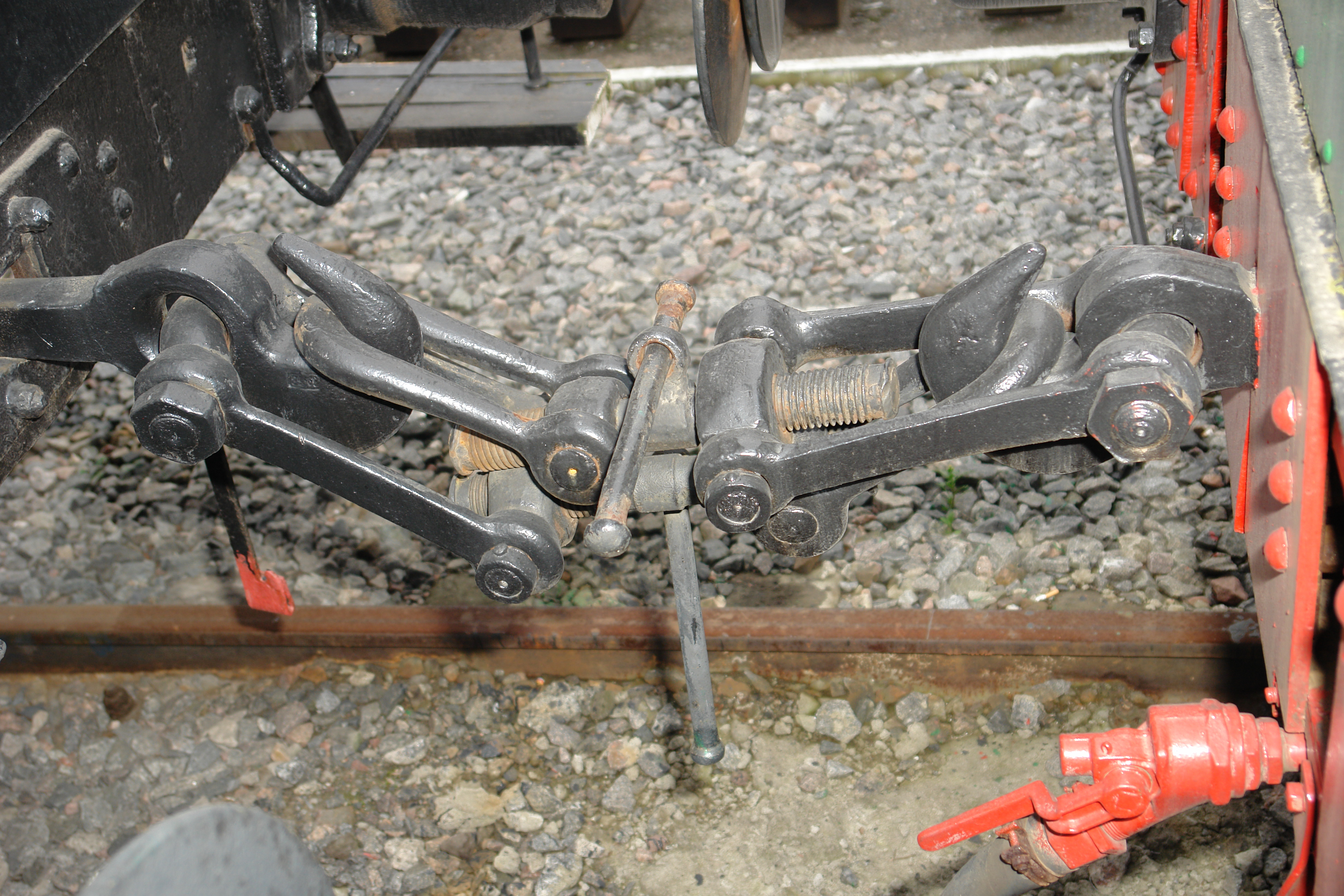
Гвинтове зчеплення російських залізниць

Гвинтове зчеплення — неавтоматичний зчіпний пристрій, який застосовується на залізничному транспорті.
У СРСР такий вид зчеплення поїздів широко використовувався для зчіпки рухомого складу до середини XX століття. У Великій Британії таке зчеплення називається гвинтовою муфтою. У СРСР перехід на автозчеп розпочався в 1935 році і завершився після 1959 року. На 1959 автозчепленням було обладнано 96,4 % інвентарного парку вагонів. Пасажирських вагонів з автозчепленням на 1959 було 69 % від інвентарного парку.
Гвинтове зчеплення застосовується на всіх залізницях країн Європи, крім колишнього СРСР. Винятки — деякі швидкісні та міські поїзди, на них застосовується автозчеплення Шарфенберга.